# Otto van Lippe (heer van Lippe)
Otto (overleden 1360) was heer van Lippe van 1344 tot 1360. Hij was een zoon van Simon I en Adelheid van Waldeck.
Na de dood van zijn vader werd Lippe gedeeld tussen Otto, die het gebied rond Lemgo (het gebied aan deze zijde van het woud) bestuurde, terwijl zijn broer Bernhard V het gebied rond Rheda (aan gene zijde van het woud) verkreeg.
Rond 1323 huwde hij met Irmgard van der Mark (overleden 1360), dochter van graaf Engelbert II van der Mark. Uit dit huwelijk werden vijf kinderen geboren:
- Simon (overleden 1410), heer van Lippe
- Otto (overleden ca 1387), geestelijke
- Adelheid (overleden circa 1394); ∞ (circa 1370) Otto II van Rietberg (overleden 1389)
- Catharina, geestelijke
- Margaretha; getrouwd met I (1366) Nicolaas van Sevenborn (overleden circa 1369), heer van Cranendonck; getrouwd met II (1370) Jan II van Polanen (overleden 1378)